# Берлински зборник
Берлински зборник је средњевековни рукопис с краја 13. и почетка 14. века. Рукопис има мешовити садржај, доминирају апокрифи и фикција.
Најзначајнији делова Берлинског зборника су:
- рађање Исуса и историја о Насону и његовом сину
- прича о изабирању Исуса за свештеника
- прича о Лонгину и циклус о цару Авгару
- распеће Исуса на крсту

Рукопис се чува у Берлинској државној библиотеци под бројем 48, па отуда и назив. Открио га је и објавио Вук Караџић у белешкама на 135 пергаментних листова (четвртина). После њега, Ватрослав Јагић је открио још један примерак рукописа, који се данас чува у Руској националној библиотеци у Санкт Петербургу у збирци Александра Хилфердинга на броју 42.